# Julije I.
Julije I., papa od 6. veljače 337. do 12. travnja 352.

## Životopis
Rodom je Rimljanin, a za papu je ustoličen 6. veljače 337. Pontifikat mu je obilježila borba protiv Arijeve hereze. 340. godine je presjedao Saborom u Rimu. Zabranio je biskupima preuzimati druge biskupije te izbivati više od tri tjedna iz matičnih biskupija.
Jedna od njegovih većih odredbi je ta što je naredio da se svi službeni dokumenti moraju čuvati. Mnogi ga tako smatraju osnivačem arhiva Svete Stolice. Također je dredio da se i na Istoku Božić slavi 25. prosinca. Izgradio je crkvu Svete Marije na Trastevereu i baziliku sv. Julija (danas Svetih Apostola). Umro je 12. travnja 352. godine. Nalijedio ga je papa Liberije. Proglašen je svetim, a njegov blagdan se slavi 12. travnja.